# 말뚝버섯

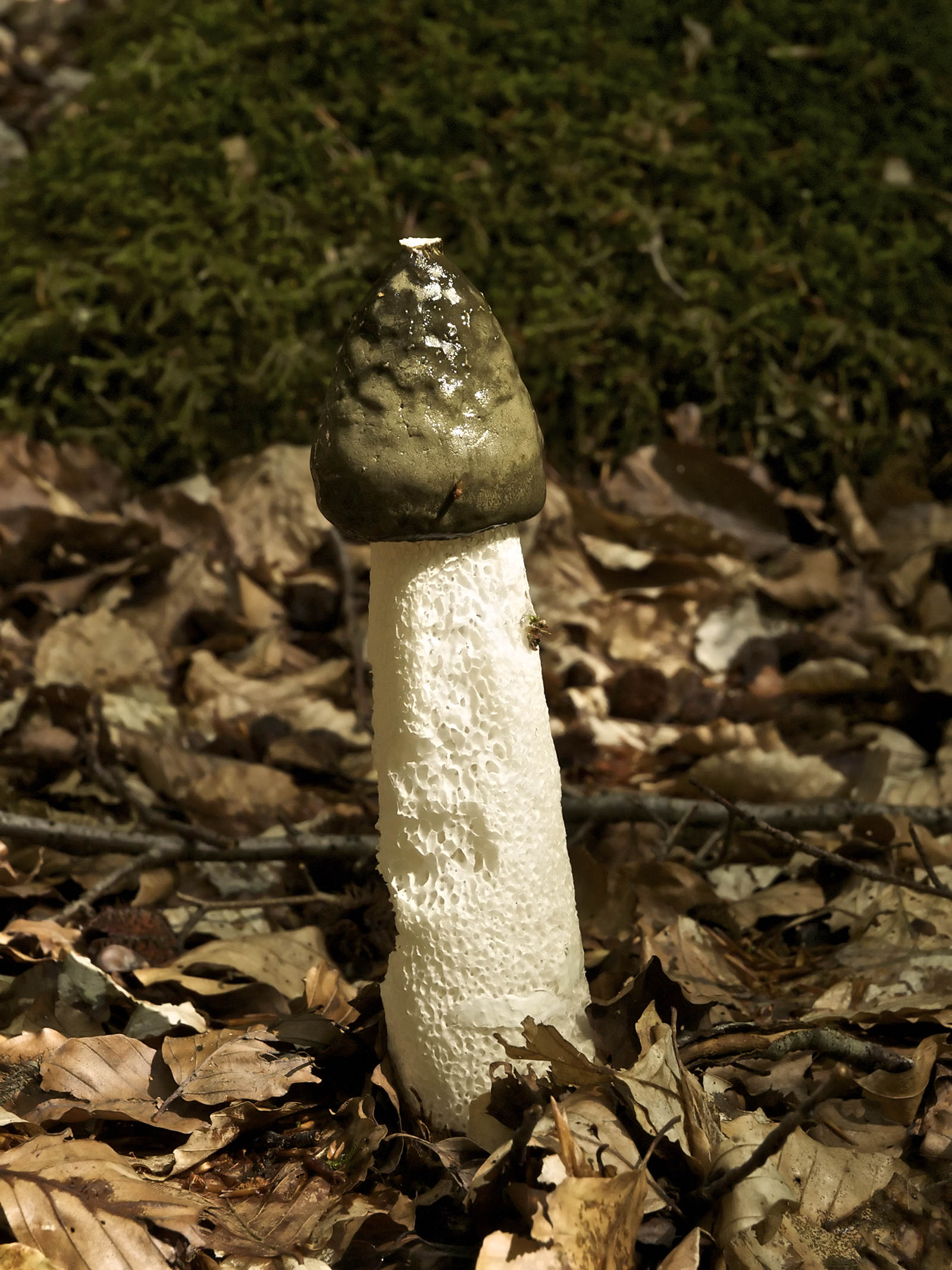

말뚝버섯(Phallus impudicus)은 세계적으로 널리 분포하는 버섯이다. 여름에서 가을에 걸쳐 임야·정원·길가, 또는 대나무 숲에서 발생한다. 어린 버섯은 반지하생이고 5cm 정도의 백색알 모양이며 밑부분에는 뿌리와 같은 균사속이 붙어 있다. 윗부분이 터져서 버섯이 솟아나오며, 높이 8-15cm이다. 밑부분이 굵고 윗부분이 가는 원통형 말뚝 모양의 자루는 순백색이며 자루 끝은 원뿔형 종 모양의 갓이 된다. 갓 전면에는 주름이 생겨 다각형의 그물 모양 돌기가 생기며 여기에 암녹갈색의 악취가 나는 점액이 붙는다.둥근 검은색 알에서 갑자기 말뚝이 나와 마녀의 버섯이라고도 불린다.